# 마르코 스포르티엘로
마르코 스포르티엘로(이탈리아어: Marco Sportiello, 1992년 5월 10일 ~ )는 이탈리아의 축구 선수이다. 그의 포지션은 골키퍼로, 현재 세리에 A의 아탈란타에서 활약하고 있다.

## 클럽 경력

### 초기 경력
데시오에서 태어난 스포르티엘로는 아탈란타 유소년 팀을 졸업한 뒤, 공동 소유권 제도로 세레뇨로 이적하였다. 한 시즌 후, 아탈란타는 그의 나머지 절반의 권리를 무료로 다시 사들였다.
2011년 6월 20일, 스포르티엘로는 포지본시로 다시 한번 공동 소유권 제도로 이적하였다. 1년 후, 그의 권리는 완전히 라 데아에게 양도되었다. 2012년 7월 14일, 그는 카르피로 한 시즌간 임대되었다. 세리에 B로 승격하는 과정에서 주전으로 활약한 후, 스포르티엘로는 아탈란타로 복귀해 (안드레아 콘실리와 조르조 프레촐리니에 이어) 세 번째 골키퍼가 되었다.

### 아탈란타
2013년 12월 4일, 스포르티엘로는 2-0으로 이긴 사수올로와의 코파 이탈리아 홈경기에서 아탈란타 데뷔전을 치렀다. 그는 이듬해 1월 12일, 2-1로 이긴 카타니아와의 홈경기에서 세리에 A 데뷔전을 치렀다.
콘실리가 사수올로로 떠난 후, 스포르티엘로는 2014-15 시즌에 베테랑 프레촐리니와 새로 영입된 블라다 아브라모브를 제치고 주전 선수가 되었다.

#### 피오렌티나 (임대)
2017년 1월 13일, 피오렌티나는 리그 라이벌인 아탈란타로부터 스포르티엘로를 완전 영입 옵션이 포함된 1년 6개월간 임대로 영입하였다. 2018년 3월 3일, 피오렌티나의 주장 다비데 아스토리가 잠결에 사망하기 전날, 스포르티엘로는 그가 살아있는 것을 마지막으로 본 사람이었다.

#### 프로시노네 (임대)
2018년 7월 6일, 스포르티엘로는 2019년 6월 30일까지 프로시노네로 임대되었다.

#### 2020–2023: 아탈란타 임대 복귀 및 마지막 시즌
임대 기간이 끝나자 그는 아탈란타로 복귀했다. 2020년 3월 11일, 그는 발렌시아와의 UEFA 챔피언스리그 16강전에서 유럽대항전 데뷔전을 치렀다.

### 밀란
2023년 6월 28일, 아탈란타와 계약 갱신을 하지 않은 후, 스포르티엘로는 자유계약 형식으로 밀란과 4년 계약을 맺고 입단했다. 밀란에 입단하면서, 스포르티엘로는 2016-17 시즌 피오렌티나의 감독을 맡았던 스테파노 피올리 감독과 재회했다. 2023년 9월 19일, 스포르티엘로는 부상당한 마이크 메냥을 대신해 0-0으로 비긴 뉴캐슬 유나이티드와의 UEFA 챔피언스리그 조별 리그 경기에서 밀란 소속으로 공식 데뷔전을 치렀다.
2023년 10월, 마이크 메냥이 출장 정지를 당한 후, 스포르티엘로는 유벤투스와의 홈경기에 선발로 출전할 예정이었으나 훈련 중 부상을 당해 2023년 남은 기간 동안 경기에 출전하지 못하게 되었다.

## 국가대표팀 경력
그는 2015년 UEFA U-21 축구 선수권 대회에 후보 골키퍼로 참가하였으나, 이탈리아 U-21 대표팀에서 공식 데뷔전을 치르지 못했다. 2016년 5월 16일, 그는 이탈리아 성인 대표팀 훈련 캠프에 소집되었다.